# Alchemilla abchasica
Alchemilla abchasica es una especie de planta del género Alchemilla, perteneciente a la familia Rosaceae.

## Taxonomía
Alchemilla abchasica fue descrita por Buser en 1906.

## Distribución
Se encuentra en el territorio del Cáucaso septentrional, Transcaucasia y Turquía.